# Fina García Marruz
Josefina García-Marruz Badía, més coneguda com a Fina García Marruz   (l'Havana, 28 d'abril de 1923 - l'Havana, 27 de juny de 2022) fou una poetessa i investigadora literària cubana. Va rebre diverses distincions entre les quals destaquen el Premi Nacional de Literatura de Cuba (1990), el Premi Iberoamericà de Poesia Pablo Neruda (2007), el Premi Reina Sofia de Poesia Iberoamericana (2011) i el Premi García Lorca.
Investigadora literària lligada a la Biblioteca Nacional José Martí i al Centro de Estudios Martianos, va combinar l'assaig amb obres de creació lírica.

## Obres destacades
- Transfiguración de Jesús en el Monte (1947)
- Las miradas perdidas (1951)
- Visitaciones (1970)
- Créditos de Charlot (1990, premi de la crítica cubana)
- Los Rembrandt de l'Hermitage (1992)
- Nociones elementales y algunas elegías (1994)
- Habana del centro (1997)